# Refugium (økologi)
 For alternative betydninger, se Refugium. (Se også artikler, som begynder med Refugium)
Et økologisk refugium er et tilflugtssted for dyr og planter, som giver dem levevilkår, der afviger fra omgivelsernes, eller som tidligere har været afvigende fra omgivelserne. Som et eksempel kan det nævnes, at klimaet under istiden ikke bare var koldt, men også tørt. Derfor var der ikke så mange steder, hvor planter og dyr kunne overleve. De få steder, hvor de trods alt overlevede, kaldes refugier (i flertal) og refugium (i ental). Man taler ikke så meget om refugier for de store dyr, da de typisk kan sprede sig hurtigt langt omkring, men mange planter og smådyr spredes kun langsomt, og når de spreder sig, bliver de nemt indavlet, hvilket kan stoppe deres spredning på grund af manglende tilpasningsevne og forringet frugtbarhed.
Refugier virker som øer, hvor det er muligt at overleve – ofte kun lige med nød og næppe. Det kan skabe afgørende muligheder for arterne, hvis omgivelsernes økologiske vilkår ændres i gunstig retning. Da vil refugierne kunne fungere som spredningscentre. Dette er ikke teoretiske betragtninger, men den virkelige historie om de planter, der bliver betragtet som ”hjemmehørende” danske. De klarede sig kun gennem istiderne, fordi de kunne overvintre i refugier i Syd- og Sydøsteuropa. Derfra spredtes de tilbage til Nordeuropa, da klimaet blev mildere.

## Refugier i nutiden
Man skal være opmærksom på, at forholdene i nutidens refugier ikke nødvendigvis er de samme som fortidens og fremtidens refugier. Nutidens naturlige refugier falder i tre grupper:
- Steder, hvor der lever mere varmekrævende arter, som havde større udbredelse i stenalderen for o. 6.000 år siden.
- Steder, hvor der lever kuldekrævende arter, som havde en større udbredelse for o. 9.000 år siden.
- Steder med varmekrævende og fugtighedskrævende arter, som har overlevet tørken og kulden under sidste istid og/eller næstsidste istid.

### Menneskeskabte refugier
I Danmark må man især fremhæve de menneskeskabte refugier, overdrevene, hederne og engene. Men et refugium kan også være en have eller park, hvor planter og dyr ikke bliver fordrevet med alle midler, og hvor særligt forhadte eller sjældne arter kan få ro. Mange af de nyere fredninger har netop haft til hensigt at skabe områder, hvor beskyttelse, anvendelse og pleje benyttes bevidst for st skabe refugier for truede planter og dyr (Stor Fruesko og Klokkefrø f.eks.).

### Naturlige refugier

#### Naturlige refugier fra stenalderens varme tid

##### I Danmark
Det kan være et sted med sydhæld, hvor varmekrævende arter har kunnet overleve siden varmeperioden i Stenalderen.
- Steppelignede områder på sydhæld, f.eks. sydsiden af Røsnæs.
- Skrænter med kalkholdig jord og sydhæld, f.eks. Jernhatten.

##### I Udlandet
Her kan der være tale om bjergskråninger, som får mindre nedbør og mere solvarme end egnen ellers får. Den mindre nedbør gør, at nogen planter vokser mere langsomt og derved stopper væksten tidligere.
- Steppelignende områder i Vogeserne og Harzen
- Dalstrøg i Dolomitterne med vegetation som ved Middelhavet
- Havnære kløfter i Cornwall, hvor vegetationen minder om den i Portugal

#### Naturlige refugier fra Istiden

##### I Danmark
Det kan også være et kildevæld, hvor vandet holder omgivelserne fugtige og kølige året rundt, så istidens arter har fundet passende nicher.
- Kalkholdige kildevæld med kraftig afstrømning af koldt grundvand, f.eks. Lille Blåkilde (7-8° året rundt).

##### I Udlandet
Det kan være f.eks. bjergtoppe, nordvendte skråninger eller stærkt skyggede dalstrøg.
- Dalene ved gletsjermundinger i Schweiz og Østrig
- De alpine sætere på Alperne eller i Telemarken
- Området, der er påvirket af kulden fra Niagaravandfaldene

#### Naturlige refugier fra før Istiderne

##### I Danmark
Sådanne findes ikke i det sydlige Danmark, men kun på Grønland.

##### I Udlandet
Her må særligt fremhæves Kinas bjergegne og specielt bjergene i Sichuanprovinsen. Men også i Appalacherne i Nordamerika findes refugier for varmeelskende planter. I Europa har særligt kysten af Albanien, Pyrenæerne og bjergene i Grækenland været refugier for Europas flora.
I udlandet er flere refugier er blevet udnævnt til nationalparker, f.eks.
- Great Smoky Mountains National Park
- Nær havet i Irland vokser der Almindelig Jordbærtræ, som er en art, man ellers skal helt til egnene omkring Middelhavet for at finde.

## Eksterne links
- Havenyt.dk
- Bekæmpelsesmiddelforskning nr 87 Arkiveret 27. september 2007 hos  Wayback Machine (Adskillelse af effekter af herbicider og kvælstof på vegetation og leddyr i hegn og græslandsvegetation).
- FØJO III (PDF-fil)